# Eulophia
Genre
Synonymes
- Cyrtopera Lindl.
- Donacopsis Gagnep.
- Eulophus R.Br. orth. rej.
- Hypodematium A.Rich. nom. illeg.
- Lissochilus R.Br.
- Orthochilus Hochst. ex A.Rich.
- Pteroglossaspis Rchb.f.
- Platypus Small & Nash
- Semiphajus Gagnep.
- Smallia Nieuwl. nom. superfl.
- Thysanochilus Falc.
- Triorchos Small & Nash
- Wolfia Dennst.

Classification phylogénétique
Eulophia est un genre d'orchidées comptant 250 espèces.

## Description
Orchidées terrestres, rarement épiphytes. 

## Répartition
Afrique et Asie tropicale. Présent en Amérique tropicale.

## Liste d'espèces
Selon BioLib (11 octobre 2021) :
- Eulophia abyssinica Rchb.f.
- Eulophia aculeata (L.f.) Spreng.
- Eulophia acutilabra Summerh.
- Eulophia adenoglossa (Lindl.) Rchb.f.
- Eulophia albobrunnea Kraenzl.
- Eulophia aloifolia Welw. ex Rchb.f.
- Eulophia alta (L.) Fawcett & Rendle
- Eulophia amblyosepala (Schltr.) Butzin
- Eulophia andamanensis Rchb.f.
- Eulophia angolensis (Rchb.f.) Summerh.
- Eulophia angornensis (Rchb.f.) P.J.Cribb
- Eulophia angustilabris Seidenf.
- Eulophia antunesii Rolfe
- Eulophia arenicola Schltr.
- Eulophia aurantiaca Rolfe
- Eulophia barteri Summerh.
- Eulophia beravensis Rchb.f.
- Eulophia bicallosa (D.Don) P.F.Hunt & Summerh.
- Eulophia biloba Schltr.
- Eulophia bisaccata Kraenzl.
- Eulophia borbonica Bosser
- Eulophia borneensis Ridl.
- Eulophia bouliawongo (Rchb.f.) J.Raynal
- Eulophia bracteosa Lindl.
- Eulophia brenanii P.J.Cribb & la Croix
- Eulophia brevipetala Rolfe
- Eulophia buettneri (Kraenzl.) Summerh.
- Eulophia calantha Schltr.
- Eulophia calanthoides Schltr.
- Eulophia callichroma Rchb.f.
- Eulophia campanulata Duthie
- Eulophia campbellii Prain
- Eulophia caricifolia (Rchb.f.) Summerh.
- Eulophia carsonii Rolfe
- Eulophia chaunanthe Seidenf.
- Eulophia chilangensis Summerh.
- Eulophia chlorantha Schltr.
- Eulophia chrysoglossoides Schltr.
- Eulophia clandestina (Börge Pett.) Bytebier
- Eulophia clitellifera (Rchb.f.) Bolus
- Eulophia coddii A.V.Hall
- Eulophia coeloglossa Schltr.
- Eulophia cooperi Rchb.f.
- Eulophia corymbosa Schltr.
- Eulophia cristata (Afzel. ex Sw.) Steud.
- Eulophia cucullata (Afzel. ex Sw.) Steud.
- Eulophia dabia (D.Don) Hochr.
- Eulophia dactylifera P.J.Cribb
- Eulophia dahliana Kraenzl.
- Eulophia densiflora Lindl.
- Eulophia dentata Ames
- Eulophia distans (Summerh.) ined.
- Eulophia divergens Fritsch
- Eulophia dufossei Guillaumin
- Eulophia ecristata (Fern.) Ames
- Eulophia elegans Schltr.
- Eulophia emilianae C.J.Saldanha
- Eulophia ensata Lindl.
- Eulophia ephippium (Rchb.f.) Butzin
- Eulophia epidendraea (J.Koenig ex Retz.) C.E.C.Fisch.
- Eulophia epiphanoides Schltr.
- Eulophia euantha Schltr.
- Eulophia euglossa (Rchb.f.) Rchb.f. ex Bateman
- Eulophia eustachya (Rchb.f.) Geerinck
- Eulophia exaltata Rchb.f.
- Eulophia explanata Lindl.
- Eulophia eylesii Summerh.
- Eulophia falcatiloba Szlach. & Olszewski
- Eulophia fernandeziana Geerinck
- Eulophia filifolia Bosser & Morat
- Eulophia flava (Lindl.) Hook.f.
- Eulophia flavopurpurea (Rchb.f.) Rolfe
- Eulophia foliosa (Lindl.) Bolus
- Eulophia fridericii (Rchb.f.) A.V.Hall
- Eulophia galeoloides Kraenzl.
- Eulophia gastrodioides Schltr.
- Eulophia gonychila Schltr.
- Eulophia gracilis Lindl.
- Eulophia graminea Lindl.
- Eulophia grandidieri H.Perrier
- Eulophia guineensis Lindl.
- Eulophia herbacea Lindl.
- Eulophia hereroensis Schltr.
- Eulophia hians Spreng.
- Eulophia hirschbergii Summerh.
- Eulophia hologlossa Schltr.
- Eulophia holubii Rolfe
- Eulophia horsfallii (Bateman) Summerh.
- Eulophia huttonii Rolfe
- Eulophia ibityensis Schltr.
- Eulophia javanica J.J.Sm.
- Eulophia juncifolia Summerh.
- Eulophia kamarupa Sud.Chowdhury
- Eulophia katangensis (De Wild.) De Wild.
- Eulophia kyimbilae Schltr.
- Eulophia lagaligo Metusala
- Eulophia latilabris Summerh.
- Eulophia laurentii (De Wild.) Summerh.
- Eulophia leachii Greatrex ex A.V.Hall
- Eulophia lejolyana Geerinck
- Eulophia lenbrassii Ormerod
- Eulophia leonensis Rolfe
- Eulophia leontoglossa Rchb.f.
- Eulophia litoralis Schltr.
- Eulophia livingstoneana (Rchb.f.) Summerh.
- Eulophia longisepala Rendle
- Eulophia macaulayi Summerh.
- Eulophia macgregorii Ames
- Eulophia mackinnonii Duthie
- Eulophia macowanii Rolfe
- Eulophia macra Ridl.
- Eulophia macrantha Rolfe
- Eulophia macrobulbon (Par. & Rchb.f.) Hook.f.
- Eulophia malangana (Rchb.f.) Summerh.
- Eulophia mangenotiana Bosser & Veyret
- Eulophia mannii (Rchb.f.) Hook.f.
- Eulophia massokoensis Schltr.
- Eulophia mechowii (Rchb.f.) T.Durand & Schinz
- Eulophia meleagris Rchb.f.
- Eulophia milnei Rchb.f.
- Eulophia monantha W.W.Sm.
- Eulophia monile Rchb.f.
- Eulophia monotropis Schltr.
- Eulophia monticola Rolfe
- Eulophia montis-elgonis Summerh.
- Eulophia moratii N.Hallé
- Eulophia mumbwaensis Summerh.
- Eulophia nervosa H.Perrier
- Eulophia nicobarica N.P.Balakr. & N.G.Nair
- Eulophia nuttii Rolfe
- Eulophia nyasae Rendle
- Eulophia obscura P.J.Cribb
- Eulophia obstipa P.J.Cribb & la Croix
- Eulophia obtusa (Lindl.) Hook.f.
- Eulophia ochreata Lindl.
- Eulophia odontoglossa Rchb.f.
- Eulophia orthoplectra (Rchb.f.) Summerh.
- Eulophia ovalis Lindl.
- Eulophia parilamellata Butzin
- Eulophia parviflora (Lindl.) A.V.Hall
- Eulophia parvilabris Lindl.
- Eulophia parvula (Rendle) Summerh.
- Eulophia pauciflora Guillaumin
- Eulophia penduliflora Kraenzl.
- Eulophia perrieri Schltr.
- Eulophia petersii (Rchb.f.) Rchb.f.
- Eulophia pileata Ridl.
- Eulophia plantaginea (Thouars) Rolfe ex Hochr.
- Eulophia platypetala Lindl.
- Eulophia pratensis Lindl.
- Eulophia promensis Lindl.
- Eulophia protearum Rchb.f.
- Eulophia pulchra (Thouars) Lindl.
- Eulophia pyrophila (Rchb.f.) Summerh.
- Eulophia ramifera Summerh.
- Eulophia ramosa Ridl.
- Eulophia rara Schltr.
- Eulophia reticulata Ridl.
- Eulophia rhodesiaca Schltr.
- Eulophia richardsiae P.J.Cribb & la Croix
- Eulophia rolfeana Kraenzl.
- Eulophia rugulosa Summerh.
- Eulophia rutenbergiana Kraenzl.
- Eulophia ruwenzoriensis Rendle
- Eulophia sabulosa Schltr.
- Eulophia saxicola P.J.Cribb & G.Will.
- Eulophia schaijesii Geerinck
- Eulophia schweinfurthii Kraenzl.
- Eulophia seleensis (De Wild.) Butzin
- Eulophia siamensis Rolfe ex Downie
- Eulophia sooi Chun & Tang ex S.C.Chen
- Eulophia sordida Kraenzl.
- Eulophia speciosa (R.Br.) Bolus
- Eulophia spectabilis (Dennst.) Suresh
- Eulophia stachyodes Rchb.f.
- Eulophia stenopetala Lindl.
- Eulophia stenoplectra Summerh.
- Eulophia streptopetala Lindl.
- Eulophia stricta Rolfe
- Eulophia subsaprophytica Schltr.
- Eulophia subulata Rendle
- Eulophia suzannae Geerinck
- Eulophia sylviae Geerinck
- Eulophia tabularis (L.f.) Bolus
- Eulophia taitensis Pfennig & P.J.Cribb
- Eulophia taiwanensis Hayata
- Eulophia tanganyikensis Rolfe
- Eulophia tenella Rchb.f.
- Eulophia thomsonii Rolfe
- Eulophia toyoshimae Nakai
- Eulophia tricristata Schltr.
- Eulophia trilamellata De Wild.
- Eulophia tuberculata Bolus
- Eulophia ukingensis Schltr.
- Eulophia venosa (F.Muell.) Rchb.f. ex Benth.
- Eulophia venulosa Rchb.f.
- Eulophia vinosa McMurtry & G.McDonald
- Eulophia walleri (Rchb.f.) Kraenzl.
- Eulophia welwitschii (Rchb.f.) Rolfe
- Eulophia wendlandiana Kraenzl.
- Eulophia zeyheriana Sond.
- Eulophia zollingeri (Rchb.f.) J.J.Sm.
- Eulophia zollingerioides P.O'Byrne

## Culture
Peu d'espèces de ce genre sont cultivées. 